# 卡拉蘇克區

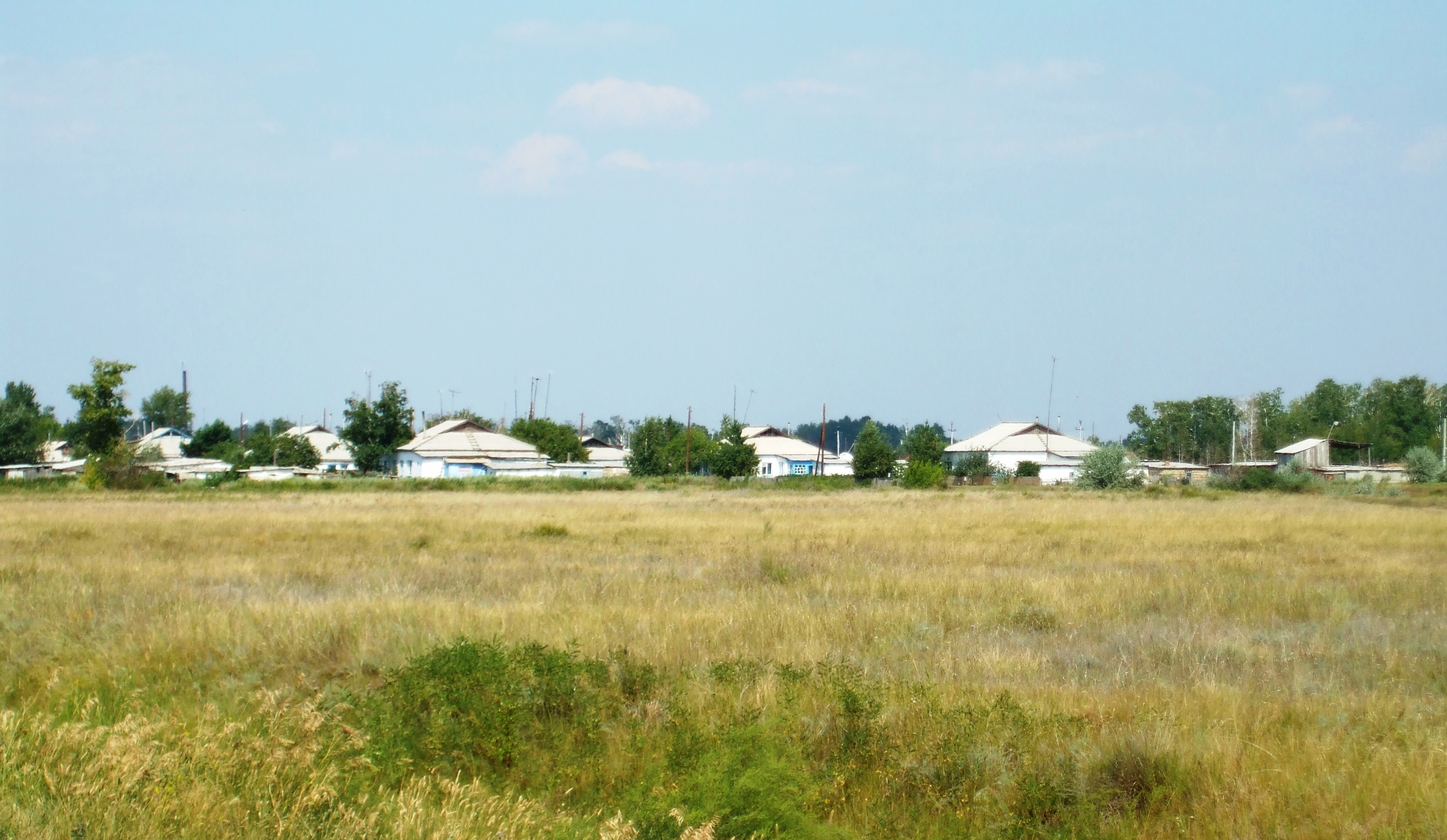

卡拉蘇克區（俄语：Карасукский район），是俄羅斯的一個區，位於該國南部，由新西伯利亞州負責管轄，面積4,321平方公里，2010年人口46,262，人口密度每平方公里10.71人。